# MacDonald Mukansi
MacDonald Mukansi (ur. 26 maja 1975 w Boksburgu) – południowoafrykański piłkarz występujący na pozycji napastnika.

## Kariera klubowa
MacDonald Mukansi zawodową karierę rozpoczynał w 1997 roku w Jomo Cosmos FC. W debiutanckim sezonie rozegrał 29 ligowych pojedynków i zdobył 4 bramki. Podczas rozgrywek 1998/1999 Mukansi wyjechał z Afryki i został zawodnikiem cypryjskiego Enosisu Neonu Paralimni. Występował z nim w rozgrywkach pierwszej ligi, w której Enosis Neon zajął 8. pozycję w gronie 12 drużyn. Mukansi wystąpił w 24 spotkaniach i strzelił 12 goli, dzięki czemu był najlepszym strzelcem swojego klubu.
Dobra forma sprawiła, że latem 1999 roku południowoafrykański piłkarz przeniósł się do bułgarskiego Łokomotiwu Sofia. Z nowym zespołem Mukansi nie odnosił żadnych sukcesów i plasował się w środkowych rejonach tabeli bułgarskiej ekstraklasy. Dla Lokomotiwu rozegrał łącznie 64 mecze i strzelił 15 bramek, z czego najwięcej – 7 – w debiutanckim sezonie 1999/2000. W 2002 roku zawodnik trafił do innego klubu z Sofii – CSKA. W sezonie 2002/2003 zdobył 8 goli i był 3. strzelcem zespołu po Emilu Gyrgorowie (14 bramek) i Welizarze Dimitrowie (13 trafień).
W 2003 roku Mukansi powrócił do RPA i został graczem Supersport United FC, z którym grał w rozgrywkach pierwszej ligi. Po roku ponownie trafił do cypryjskiego Enosisu Neonu Paralimni, jednak jeszcze w trakcie sezonu 2004/2005 odszedł do południowoafrykańskiego zespołu Manning Rangers. Rozegrał dla niego 9 meczów w pierwszej lidze i zanotował 2 gole. Wkrótce potem gracz przeprowadził się do rosyjskiego Chabarowska, gdzie podpisał umowę z miejscową drużyną SKA–Eniergija. Strzelił dla niej 5 goli w 21 ligowych występach, po czym ponownie zmienił pracodawcę.
W sezonie 2006/2007 Mukansi reprezentował barwy dwóch klubów – greckiego Pierikosu Katerini i południowoafrykańskiego AmaZulu. Podczas kolejnych rozgrywek piłkarz grał w Indiach, gdzie reprezentował barwy zespołu East Bengal FC. Ostatni rok swojej kariery Mukansi spędził w zespole Bay United FC, po czym w 2009 roku zakończył piłkarską karierę.

## Kariera reprezentacyjna
W reprezentacji Republiki Południowej Afryki Mukansi zadebiutował w 1999 roku. W 2002 roku Jomo Sono powołał go do 23–osobowej kadry RPA na Mistrzostwa Świata w Korei Południowej i Japonii. Na mundialu popularni „Bafana Bafana” zajęli 3. miejsce w swojej grupie i odpadli z turnieju. Na mistrzostwach Mukansi pełnił rolę rezerwowego i wystąpił tylko w zremisowanym 2:2 pojedynku przeciwko Paragwajowi, kiedy to w 27. minucie zmienił kontuzjowanego Pierre’a Issę. Łącznie dla drużyny narodowej zanotował 8 występów.